# Rudolf Erich Raspe
Rudolf Erich Raspe (Hannover, 26 marzo 1736 – Killarney, 16 novembre 1794) è stato uno scrittore, scienziato e bibliotecario tedesco, conosciuto soprattutto come autore della raccolta di racconti fantastici Le avventure del barone di Münchhausen.

## Biografia
Bibliotecario di Hannover, rivelò in molti campi una vasta erudizione: pubblicò in latino lavori di storia naturale (1763) e curò un'importante edizione delle opere di Gottfried Wilhelm Leibnitz (1765).
Fu professore di archeologia a Kassel. I suoi scritti di geologia e mineralogia gli diedero tale fama che Benjamin Franklin gli fece visita nel suo secondo viaggio in Europa. Appropriatosi di una somma che aveva in consegna per far fronte ai debiti, dovette riparare in Inghilterra, dove venne radiato dalla Royal Society e visse della sua attività di pubblicista e di traduttore, finché un'altra truffa non lo costrinse a riparare in Irlanda.
La sua popolarità è gran parte dovuta alla "Storia dei meravigliosi viaggi e delle campagne di Russia del barone di Münchhausen" (Baron Münchhausen's narrative of his marvellous travels and campaigns in Russia), scritta in inglese e conosciuta in Italia come Le avventure del barone di Münchhausen.
Nell'opera, Raspe rielabora alcuni aneddoti, da lui pubblicati su una rivista berlinese, che narrano le buffe, iperboliche spacconate da lui attribuite ad un personaggio realmente esistito, il barone Karl Hyeronimus von Münchhausen, un avventuroso aristocratico del Braunschweig, che dopo aver guerreggiato con i russi contro i turchi da il 1740 a il 1741, si stabilì ad Hannover nel suo podere di Bodenwerder divertendosi a raccontare ai suoi amici inverosimili avventure di caccia.
L'opera, rielaborata e tradotta in tedesco da Gottfried Burger, divenne popolarissima in tutto il mondo.